# 佐藤一夫 (湯沢市長)
佐藤 一夫（さとう かずお、1963年（昭和38年）5月2日- ）は、日本の政治家。秋田県湯沢市長（2期）。

## 経歴
秋田県湯沢市出身。秋田県立湯沢高等学校、中央大学卒業後、旧湯沢市役所財政課に就職。
2019年4月、当時市長だった鈴木俊夫により副市長に任命される。
2020年、鈴木の引退宣言を受け湯沢市長選挙に出馬表明。自由民主党籍を有するものの、元日本共産党員であった鈴木市政の発展的継承を訴え、2021年4月4日に行われた湯沢市長選挙に無所属で立候補。元市議の高橋大輔ら2候補を破り初当選した。
2025年、無投票で再選。